# Burseraceae
Burseraceae is een botanische naam, voor een familie van bedektzadigen. Een familie onder deze naam wordt universeel erkend door systemen van plantentaxonomie, en zo ook door het APG II-systeem (2003). Ook de omschrijving is stabiel. De familie telt circa vijfhonderd soorten, van meest bomen maar ook struiken. Deze komen voor in de tropen en subtropen.
De familie is het meest bekend als leverancier van reukstoffen, zoals mirre, olibanum en wierook. Het hout van Aucoumea klaineana, okoumé, is echter ook zeer algemeen aanwezig in Nederlandse gebouwen.
Een lijst met genera (volgens Watson & Dallwitz)
- Aucoumea, Beiselia, Boswellia, Bursera, Canarium, Commiphora, Crepidospermum, Dacryodes, Garuga, Haplolobus, Pachylobus, Protium, Santiria, Scutinanthe, Tetragastris, Trattinnickia, Triomma